# Tramvajová smyčka Sídliště Řepy

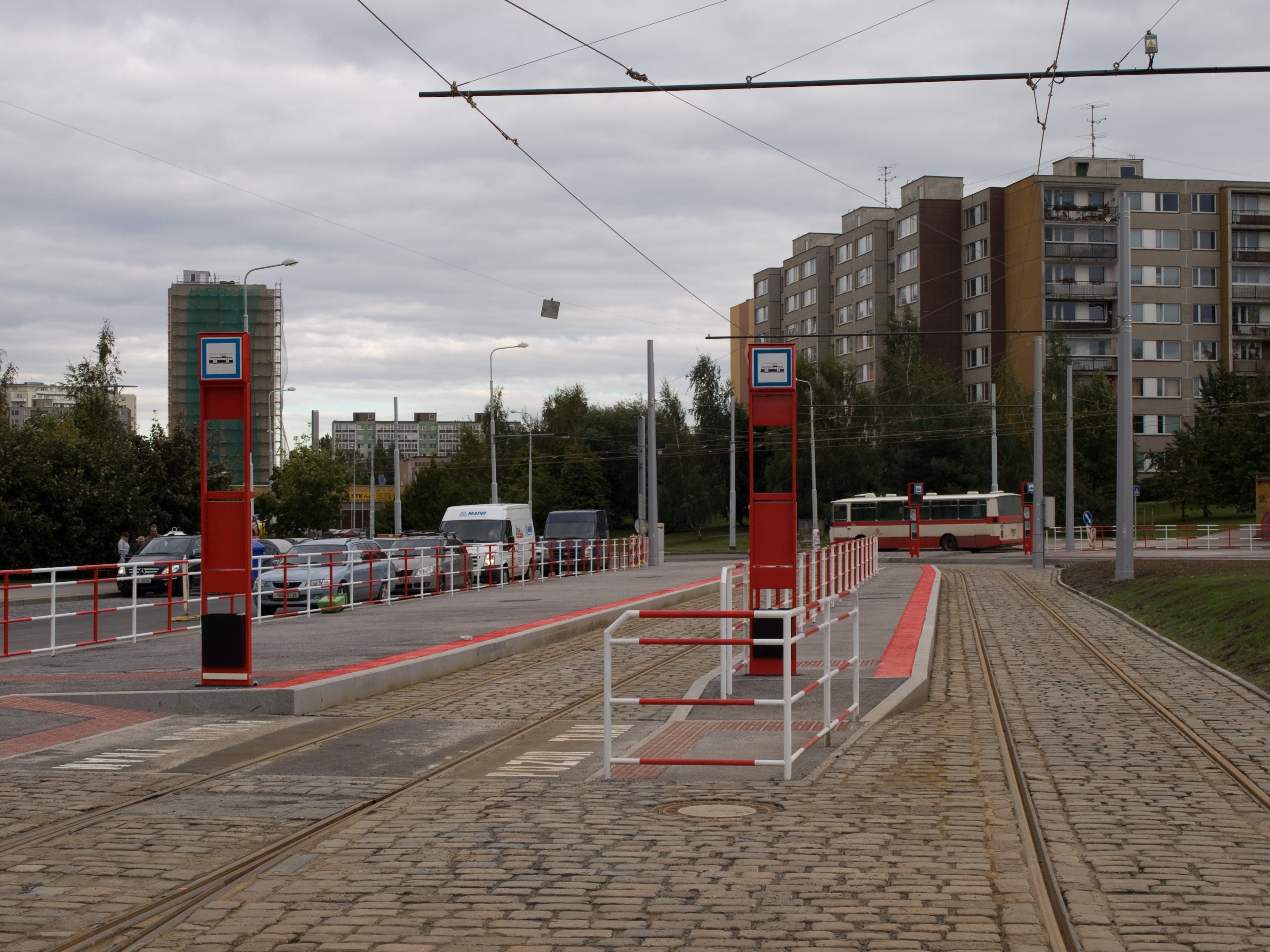
Výstupní pozice rekonstruované smyčky v popředí s koridory pro chodce

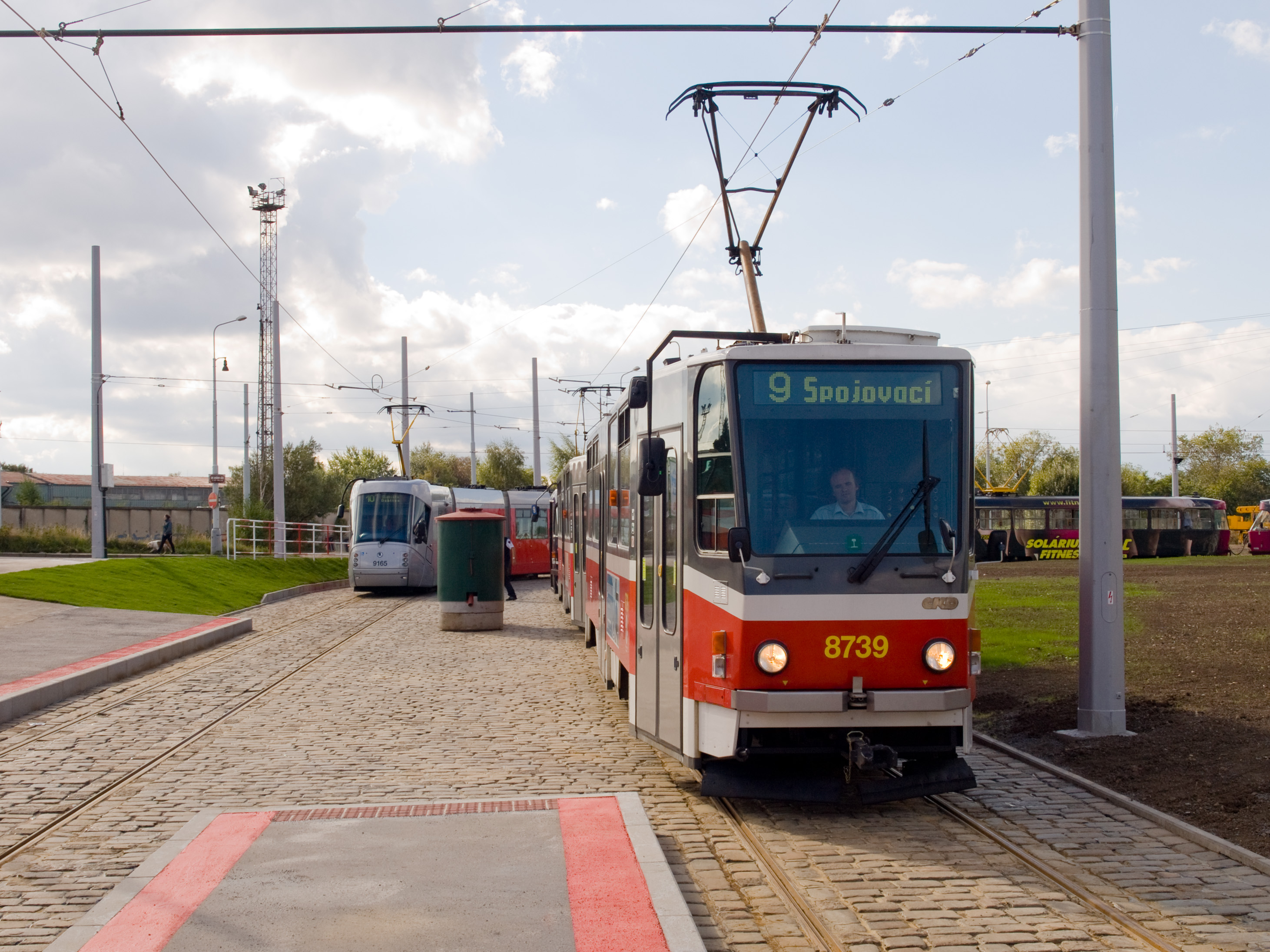
Na vnitřní koleji je připravena k zastanicování v nástupní zastávce žižkovská souprava Tatra T6A5 v čele s vozem s pražským spřáhlem vypravená na linku 9. Na vnější koleji manipuluje linka 10 vedená vozem Škoda 14T.

Tramvajová smyčka Sídliště Řepy je hlavové obratiště v pražské kolejové síti, nacházející se na okraji sídliště Řepy. Smyčka byla vybudována v roce 1988 spolu s celou tramvajovou tratí do Řep. Svou nynější podobu získala v létě roku 2010 při celkové rekonstrukci tratě.

## Popis
Traťová kolej vjíždějící do prostoru smyčky se na radiově ovládané rozjezdové výhybce č. 682 rozděluje na vnitřní a vnější kolej. Tyto dvě koleje vjíždějí do prostoru výstupních zastávek, každé výstupní stanoviště má kapacitu čtyři vozy řady T3. Pro odchod vystoupivších cestujících se za oběma zastávkovými označníky bez digitálního informačního systému nachází koridor směrem k obvodu smyčky. Za zastávkou se na rozjezdové radiově ovládané výhybce č. 683 dělí vnější kolej na vnější a prostřední. Z vnější se o několik desítek metrů dále v oblouku na uzamykatelné výhybce s pružnými jazyky a pomocným světelným návěstidlem č. U06 odděluje kusá kolej. Ta vede ke spojovacímu bodu mezi pražskou tramvajovou sítí a železniční sítí Správy železnic. Po projetí obloukem se vnější kolej spojuje se střední do jedné a vedle koleje vnitřní vedou do dvojice nástupních zastávek. Zastávky jsou opět délky 4×T3 a jejich označníky jsou vybaveny digitálním informačním systémem zobrazující čas, projíždějící linky a hlavně odjezdy nejbližších spojů daných linek. Za nástupními zastávkami se obě koleje na sjezdové výhybce spojují do jedné a po překonání přejezdu pro automobily míří na širou trať.
V prostoru nástupních zastávek se nachází zázemí s toaletou pro řidiče jak tramvají tak autobusů.

## Autobusová smyčka

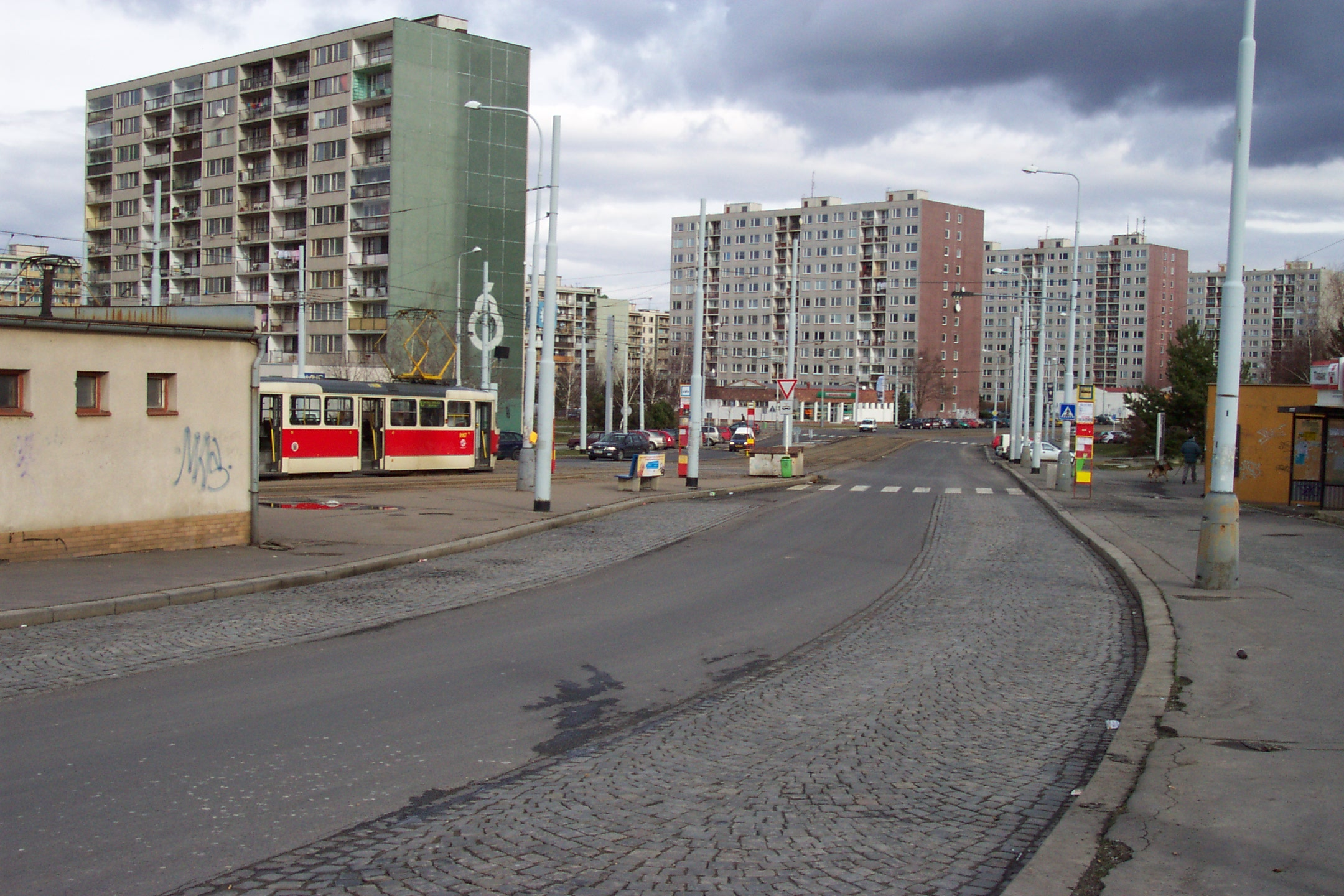
Prostor autobusové smyčky v ulici Makovského. Pravý pruh slouží jako zastávka a levý jako běžný průjezdový

Okolo smyčky leží trojice ulic Na Chobotě, Drahoňovského a Makovského. V těchto ulicích se nachází autobusová smyčka Sídliště Řepy. V ulici Na Chobotě se nachází zálivová výstupní zastávka, v ulici Drahoňovského je možné stání manipulujících autobusů u kraje vozovky a v ulici Makovského se nachází nástupní zastávka.
V denním provozu ve smyčce manipuluje linka číslo 164, v nočním provozu slouží smyčka linkám 952 a 957 směřujících do Berouna a Hostivic.

## Kusá předávací kolej

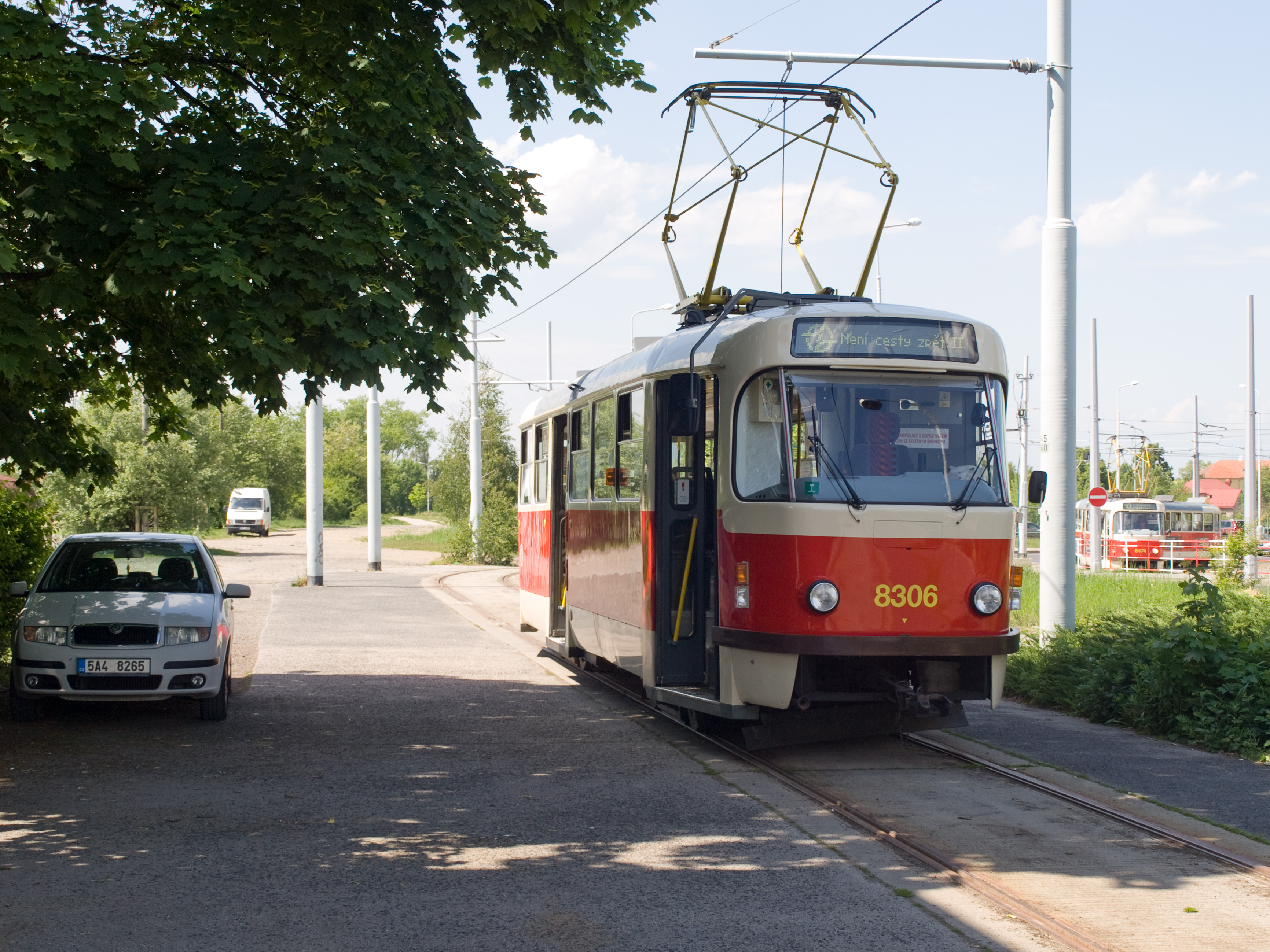
Tatra T3R.P stojící během dopravně bezpečnostní akce na předávací koleji u nádražní budovy

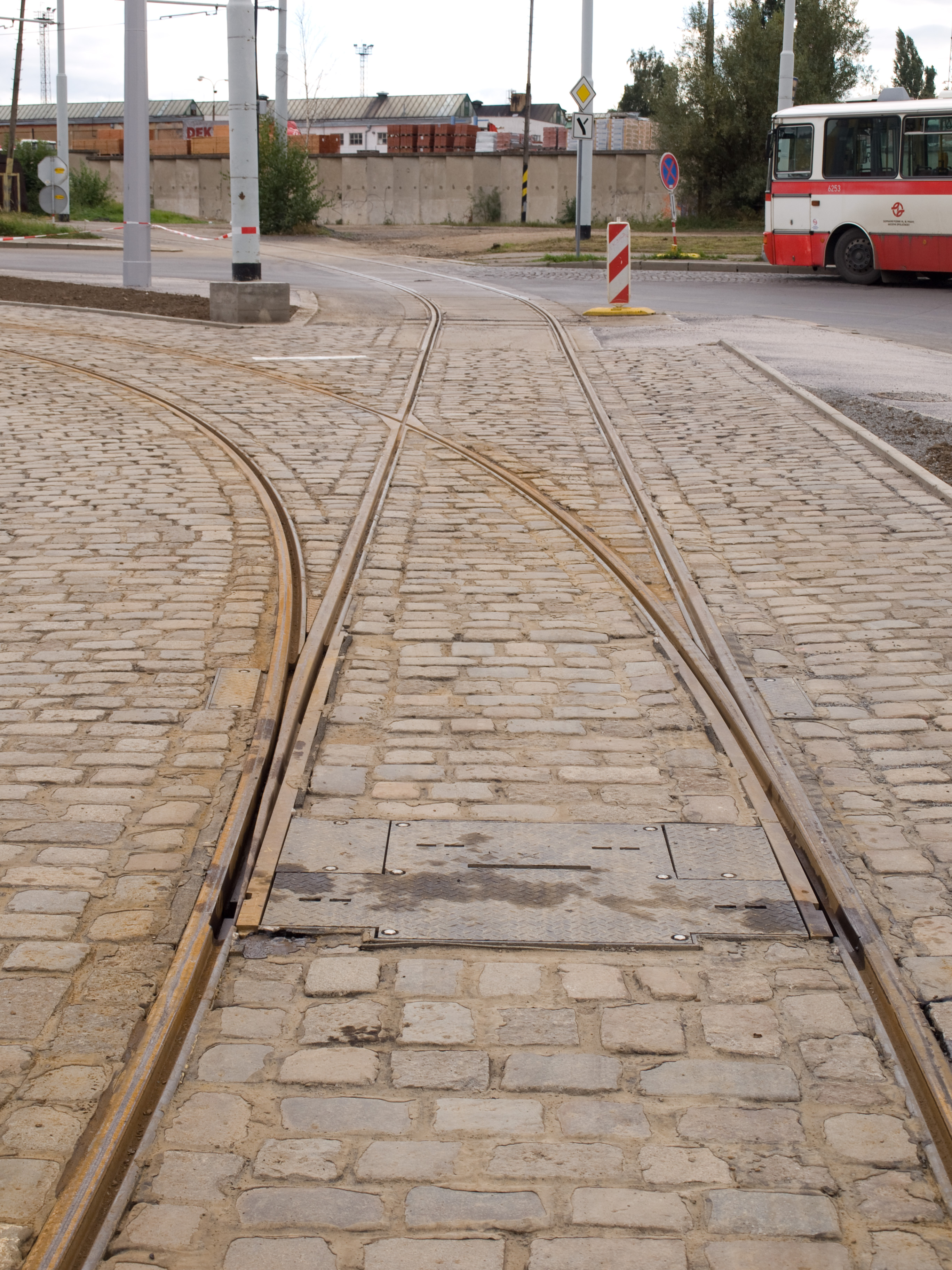
Detail rozjezdové výhybky, na které se z vnější koleje smyčky odděluje vpravo předávací kolej

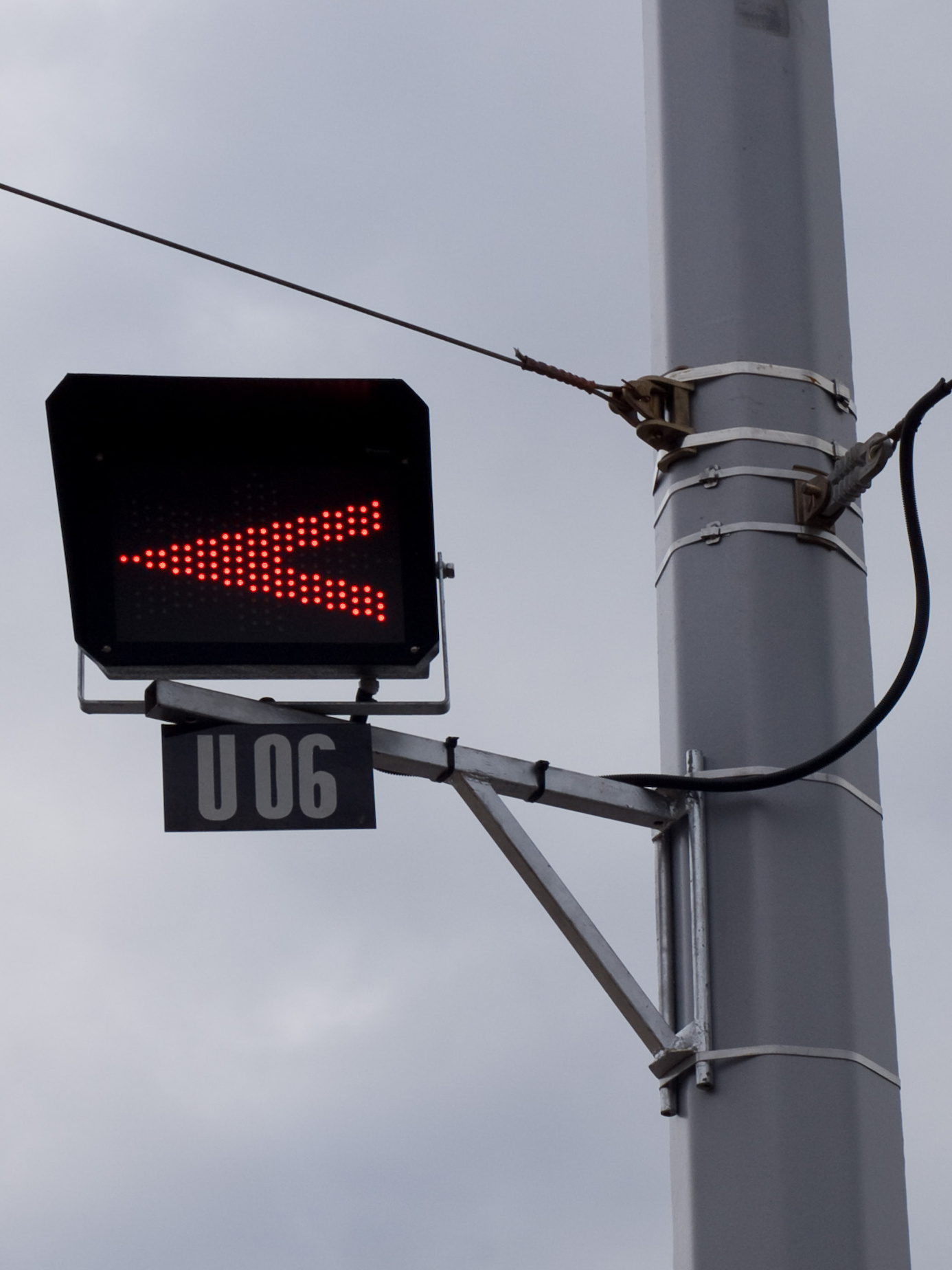
Detail pomocného návěstidla výhybky U 06 vedoucí na kusou kolej

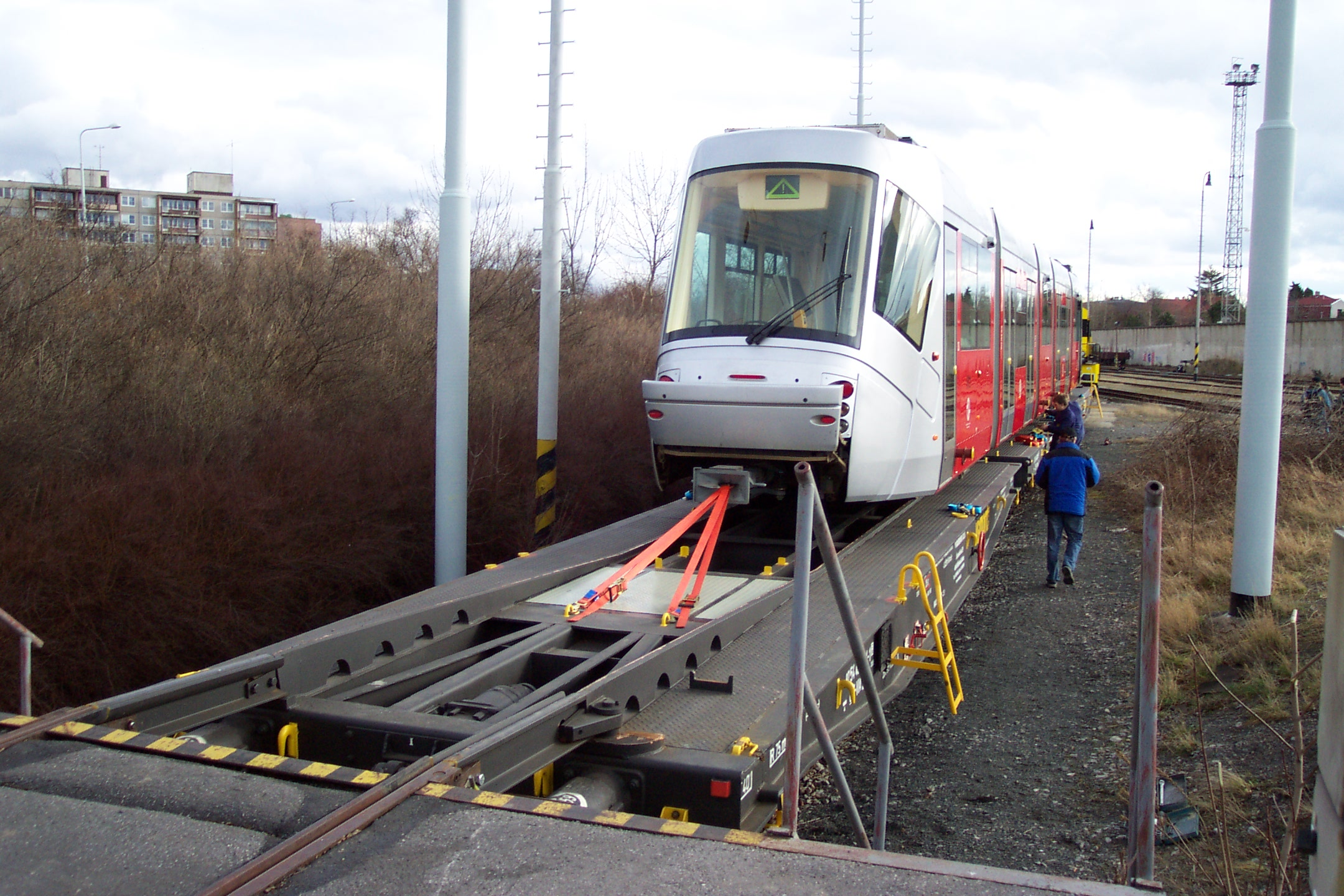
Vůz Škoda 14T během příprav na přetáhnutí z železničního vagonu na předávací kolej a dále do pražské tramvajové sítě. K přetažení bude použita souprava 2×T6

Výstavba kusé předávací koleje spojující smyčku Sídliště Řepy a železniční stanici Praha-Zličín započala v roce 1990, avšak o několik měsíců později byla kvůli nedostatku financí její stavba přerušena. K znovuobnovení stavby a dokončení celé koleje došlo až v červnu 1995 a to kvůli nutnosti přepravy velkého počtu dodávaných vozů typu Tatra T6A5.
Kolej se odpojuje z vnější koleje smyčky na ručně ovládané výhybce s pomocným světelným návěstidlem označované jako U06. Od této výhybky vede trať na panelech BKV 136,4 metrů až na místo, kde je kuse ukončena. Na tomto místě navazuje o přibližně metr níže téže kuse ukončená železniční vlečka vedoucí na stodůlecké zhlaví nádraží Praha-Zličín. Koleje na sebe nenavazují přímo, aby bylo možné tramvaj přivést po železniční trati na speciálně upraveném vagonu a mohla za pomoci spojovací kolejničky přejet přímo do tramvajové sítě. Vzhledem k nezatrolejování úseku nad železniční tratí je nutné, aby u vytažení asistovala další tramvaj o délce 2×T3 či 1×KT. Postačující je také délka 1×T3, avšak tramvaj by musela na kolej najíždět zpětným pohybem. Vlečná tramvaj je celou dobu pod napětím tramvajové sítě a přepravovanou (vlečenou) tramvaj odtáhne z nezatrolejovaného úseku pod trakční vedení. Odtud mohou již obě tramvaje pokračovat vlastní silou.
Přes tuto kolej byly do pražské tramvajové sítě předány vozy řad Tatra T6A5, čtyři vozy řady Tatra RT6N1 a většina vozů řady Škoda 14T. Vozy Škoda 15T byly z Plzně do Prahy dodávány na silničních návěsech.
Během rekonstrukce smyčky a přilehlé tratě v létě roku 2010 nedošlo k žádným opravám na předávací koleji, která je tedy na rozdíl od celé trati tvořena velkoplošnými panely BKV.

## Provoz
V současné době do obratiště Sídliště Řepy zajíždí celodenně celotýdenně linky 9 a 10. Linka 9 má mimo špičku pracovního dne interval 5 minut, linka č. 10 má interval desetiminutový, takže soupravy vyjíždí ze smyčky na trať v taktu 2,5–5 minut. Ve špičce pracovního dne zajíždí do obratiště také linka č. 16, která je běžně ukončena v obratišti Kotlářka. Interval linek 10 a 16 se vzhledem ke shodnosti větší části trasy půlí, takže interval odjezdů ve špičce jsou dvě minuty, vždy v lichou minutu (linka 9 int. čtyři minuty, linky 10 a 16 int. 8 minut). Páteřní linka 9 směřuje z obratiště přes Anděl a Václavské náměstí do smyčky Spojovací, linka č. 16 přes Anděl, Karlovo náměstí, Náměstí Míru, Flora, Želivského a Vinice do smyčky Ústřední dílny DP, a linka č. 10 přes Anděl, Náměstí Míru, Floru a Palmovku do smyčky Sídliště Ďáblice.
V nočním provozu na Řepích manipulují linky číslo 98 a 99, každá v půlhodinovém taktu, tedy v souhrnném taktu 15 minut. Linka 98 směřuje na Spojovací a linka 99 na Zahradní Město.

## Historie

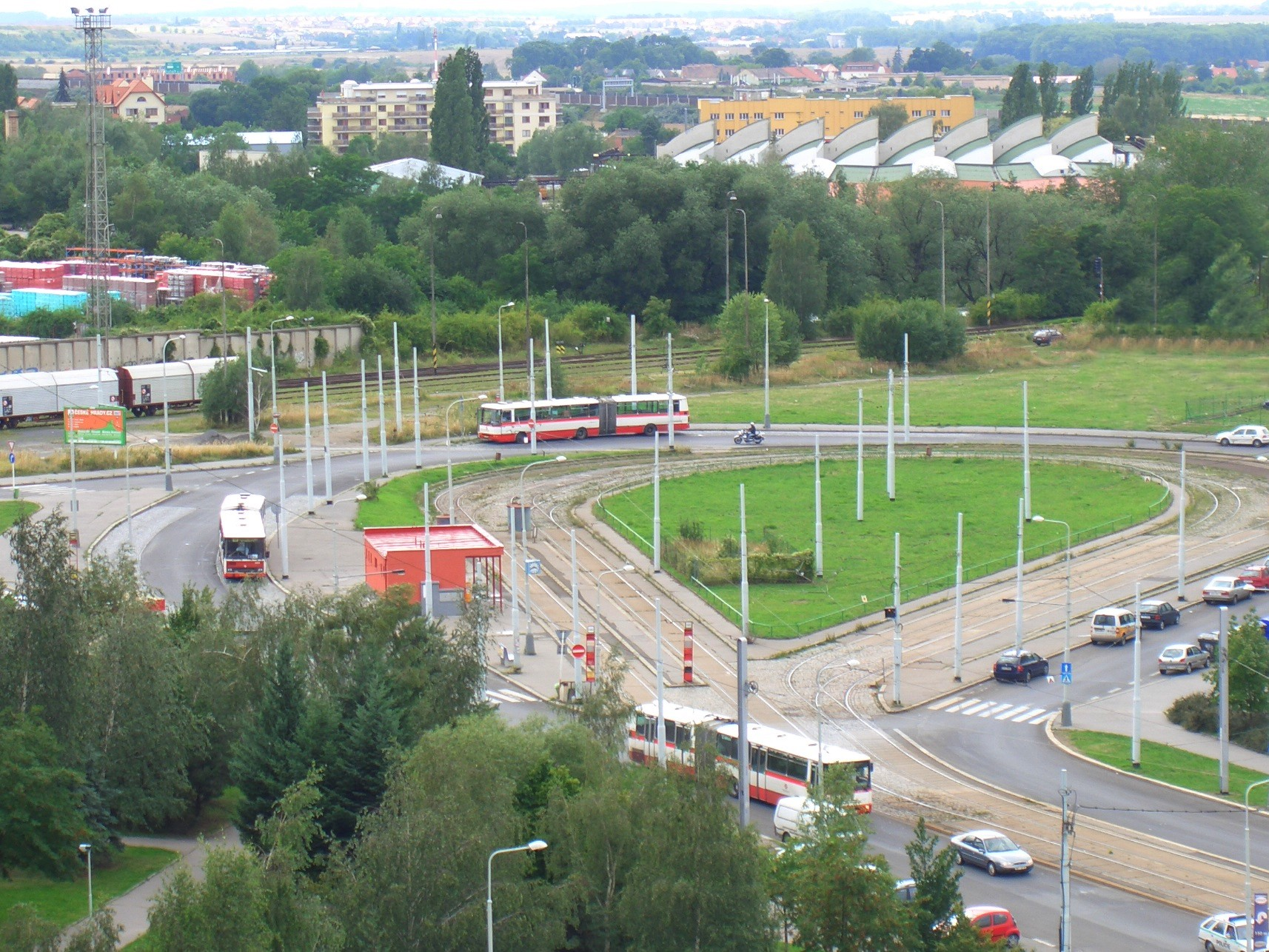
Pohled na smyčku při výluce tramvajové dopravy během broušení kolejí v létě roku 2008. V autobusovém obratišti manipuluje několik pořadí náhradní linky X-9

Provoz na smyčce, stejně jako na celé tramvajové trati do Řep, byl zahájen 26. října 1988. První souprava, která vjela do smyčky, byla dvojice vozů T3 krátce před 9:45, jednalo se o slavnostně vyzdobenou soupravu vozů typu Tatra T3 6558 a 6559. První linka s cestujícími, která manipulovala v prostoru smyčky, byla dvojice vozů Tatra T3SU evidenčních čísel 7002 a 7003 vypravená na třinácté pořadí linky 4, které do smyčky dorazilo v 9:50.
Původně se předpokládalo, že smyčka bude pojmenována Nádraží Zličín, avšak nakonec bylo rozhodnuto o názvu Sídliště Řepy, a to dle sídliště, na jehož okraji leží. Vznikl tak však rozpor v pojmenování smyčky a sousedního nádraží, ležícího již v katastru Zličína, který byl odstraněn v prosinci 2010 přejmenováním nádraží na Praha-Řepy. Ovšem s jízdním řádem 2011/2012 se navrátil název nádraží zpět na Praha-Zličín.

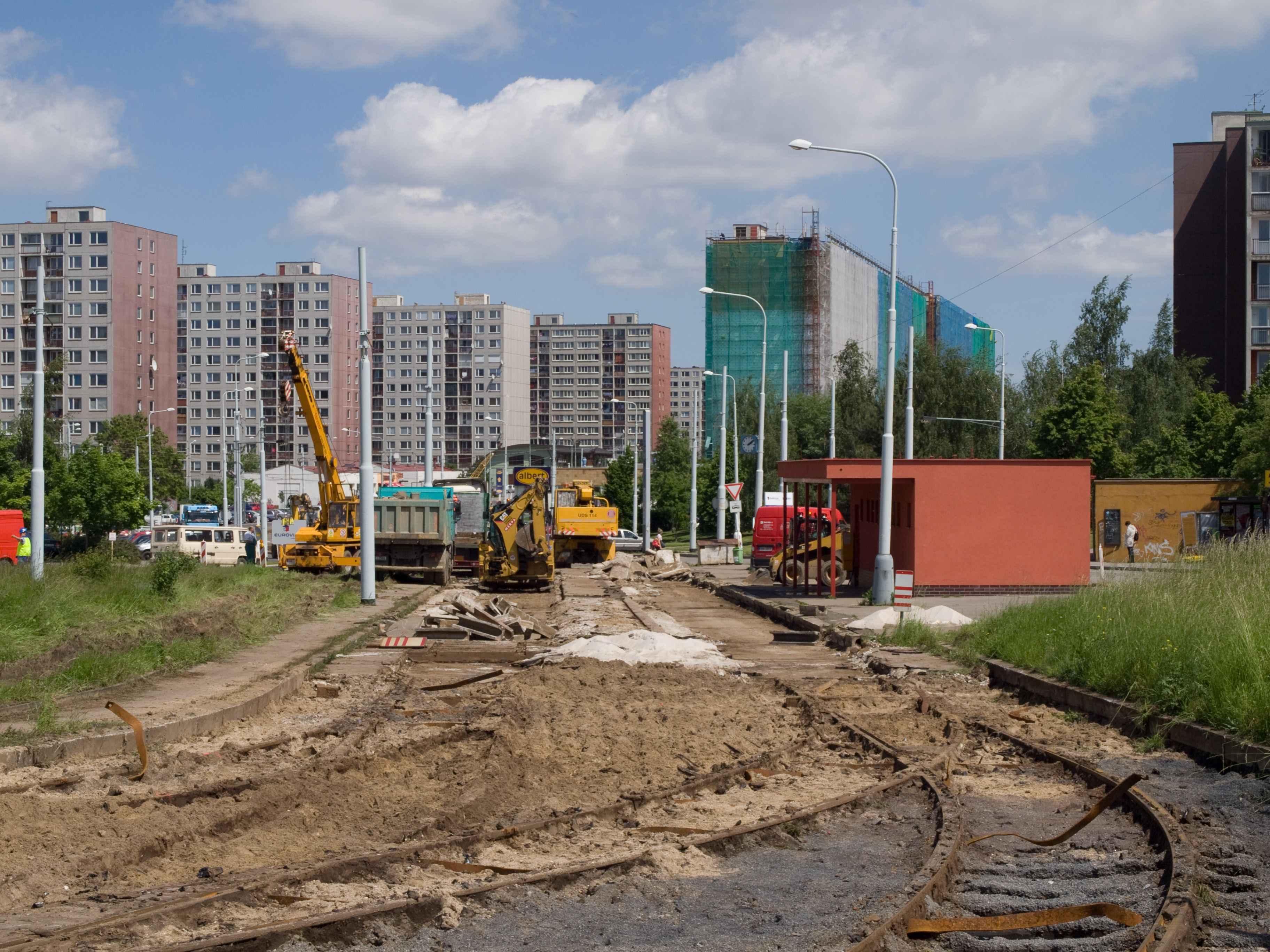
Pohled na kolejová propojení před odjezdovými pozicemi během začínající rekonstrukce smyčky. Pod nánosem písku je vidět neobnovené propojení ze střední na vnitřní kolej

Původní kolejové uspořádání smyčky přibližně odpovídalo tomu nynějšímu, vzniklému po celkové rekonstrukci v roce 2011. Smyčka byla před rekonstrukcí vybavena elektromagneticky ovládanými výhybkami, místo dnešních rádiově ovládaných. Mezi střední a vnitřní kolejí byly kdysi zřízeny kolejové přejezdy, usnadňující manipulaci ve smyčce hlavně při ranních špičkách, kdy do obratiště zajížděly více než dvě linky. Původně bylo obratiště vyvedeno na BKV panelech se zadlážděnými výhybkami.